# Euglossa rugilabris
Euglossa rugilabris là một loài Hymenoptera trong họ Apidae. Loài này được Moure mô tả khoa học năm 1967.